# Nicosia Challenger 1989
Il Nicosia Challenger 1989 è stato un torneo di tennis facente parte della categoria ATP Challenger Series nell'ambito dell'ATP Challenger Series 1989. Il torneo si è giocato a Nicosia in Cipro dal 9 al 15 ottobre 1989 su campi in terra rossa.

## Vincitori

### Singolare
Jaroslav Bulant ha battuto in finale  Markus Zillner con il punteggio di 6–3, 6–4

### Doppio
Mihnea Năstase /  Srinivasan Vasudevan hanno battuto in finale  Sean Cole /  Nicholas Fulwood con il punteggio di 6–3, 7–6, 6–1